# Lampoldshausen

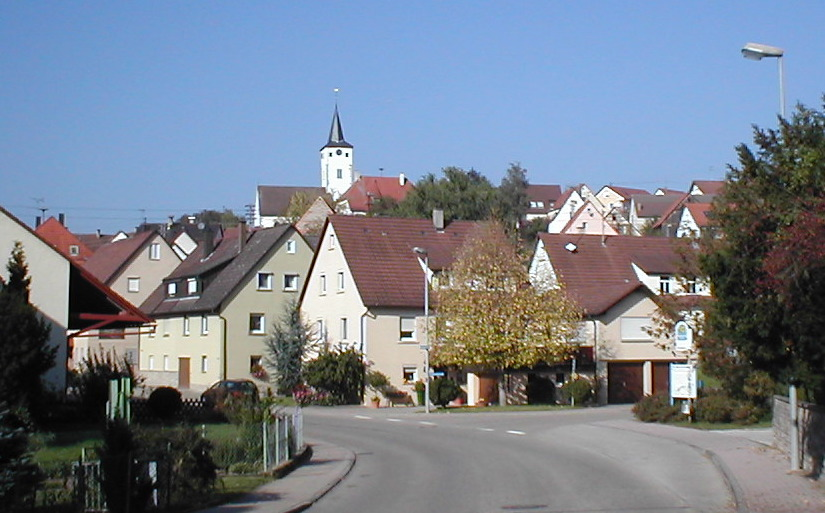
Ortsmitte von Lampoldshausen

Lampoldshausen ist ein Ortsteil von Hardthausen am Kocher  im Osten des Landkreises Heilbronn im nördlichen Baden-Württemberg.

## Lage
Lampoldshausen liegt am Südrand des Harthäuser Waldes in der Mulde des von dort nach Süden zum Kocher fließenden Steinbachs, der weniger als drei Kilometer weiter talabwärts in Kochersteinsfeld mündet. Die Häuser stehen zwischen knapp 220 und etwas über 270 m ü. NN. Der Siedlungsbereich erstreckt sich längs der Steinbachmulde und auf den Südhang über dem im südlichen Ortsteil von links mündenden Krebsbach. Auf diesem südwestlich laufenden Hügelrücken tritt die K 2070 aus Richtung Jagsthausen ins Dorf, in dessen Mitte sie in die K 2130 mündet, die aus dem Harthäuser Wald kommend im Tal nach Hardthausen läuft.

## Geschichte
Im späten 11. Jahrhundert hatte das Kloster Comburg Besitz am Ort. Später teilt der Ort die Geschichte von Möckmühl und kam von den Grafen von Dürn über die Herren von Hohenlohe und die Kurpfalz schließlich 1504 an Württemberg. Hohenlohische Lehensträger benannten sich zeitweilig nach dem Ort und vermachten dem Kloster Gnadental Besitz und Rechte, so dass zeitweilig auch ein Gnadentaler Amtshaus in Lampoldshausen bestand. Der Gnadentaler Anteil gelangte 1563 ebenfalls an Württemberg.
Lampoldshausen kam durch das Gemeindereformgesetz am 1. Januar 1975 zur Gemeinde Hardthausen am Kocher, die am 1. Januar 1974 durch den Zusammenschluss von Gochsen und Kochersteinsfeld gebildet worden war. Die Gemeinde Lampoldshausen klagte zwar gegen das Gesetz, verlor aber am 23. Oktober 1975 vor dem baden-württembergischen Staatsgerichtshof.

## Religionen
Kirchlich war Lampoldshausen ursprünglich mit Kochersteinsfeld verbunden, bevor 1485 eine eigene Pfarrei errichtet wurde. Durch die Zugehörigkeit zu Württemberg wurde der Ort im 16. Jahrhundert reformiert. In Lampoldshausen gibt es eine eigene evangelische Kirchengemeinde. Für Katholiken, neuapostolische Christen und Zeugen Jehovas gibt es jeweils Gemeinden in Neuenstadt am Kocher.

## Wappen
Die Blasonierung des Wappens von Hardthausen am Kocher lautet: In Silber auf grünem Boden ein aufspringender roter Hirsch.

## Sehenswürdigkeiten
- Die Kirche des Ortes auf dem ehemaligen Friedhof weist vor allem am Turm romanische Architekturmerkmale und im Turmsockel alte Wandmalereien auf. Sie wurde 1749 renoviert. Das neben der Kirche befindliche Pfarrhaus wurde 1758 erbaut.
- Das alte Rathaus wurde 1849 erbaut und diente auch als Schulhaus und Lehrerwohnung. Nach einem Fliegerangriff brannte es 1945 vollständig aus, wodurch auch das gesamte Gemeindearchiv von Lampoldshausen vor 1945 vernichtet wurde.

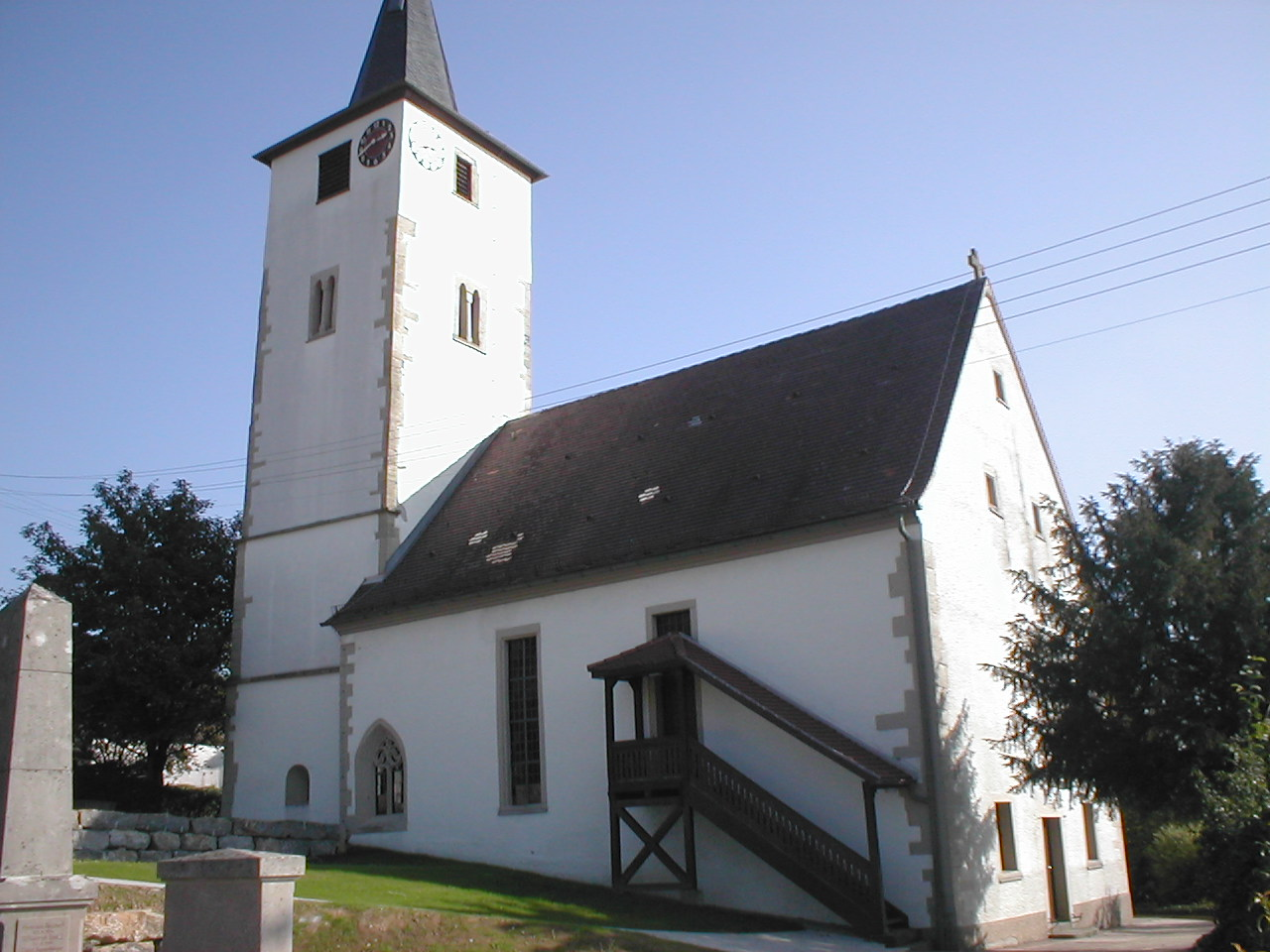
Nikolauskirche
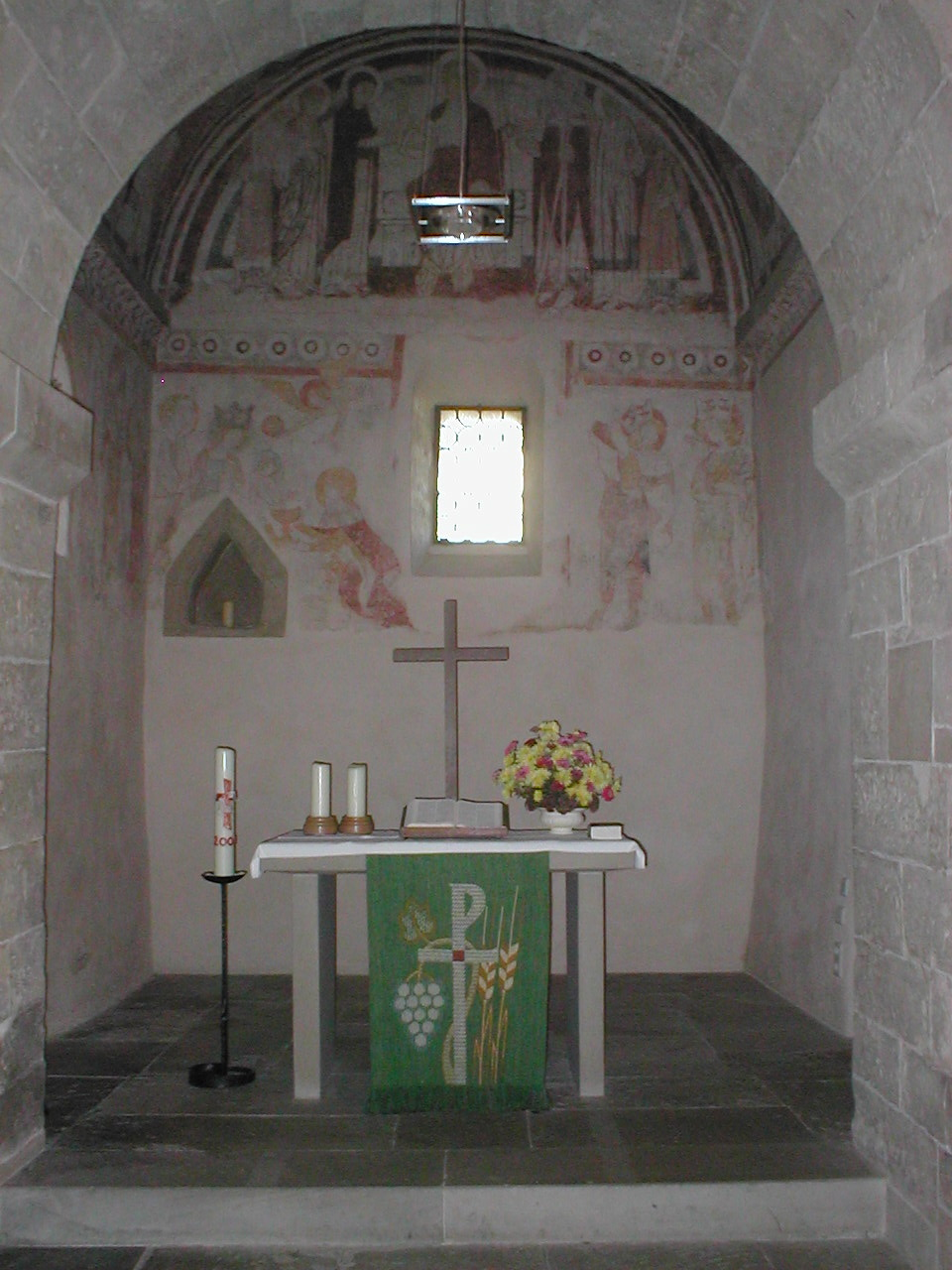
Wandmalereien in der Kirche
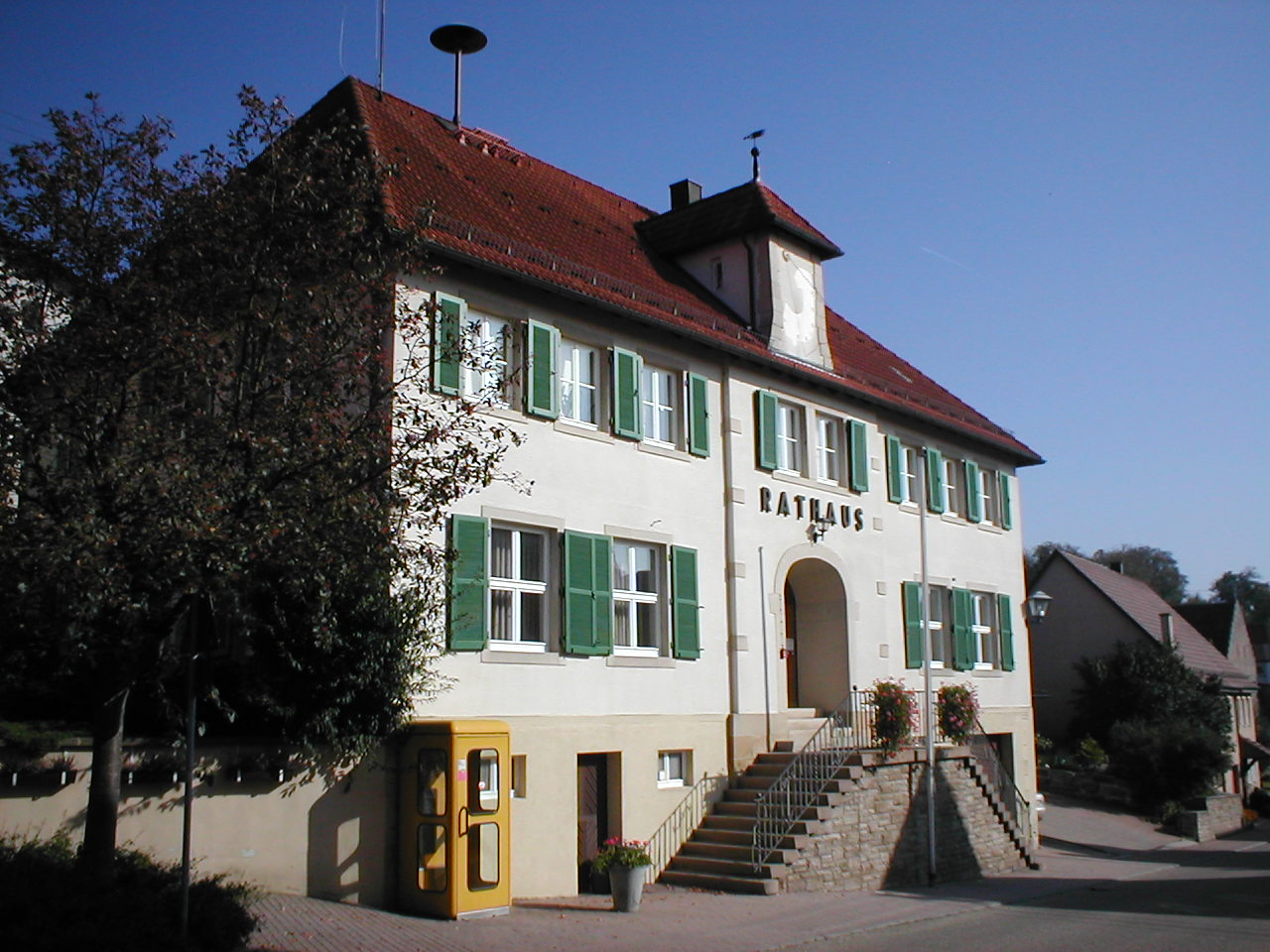
Rathaus
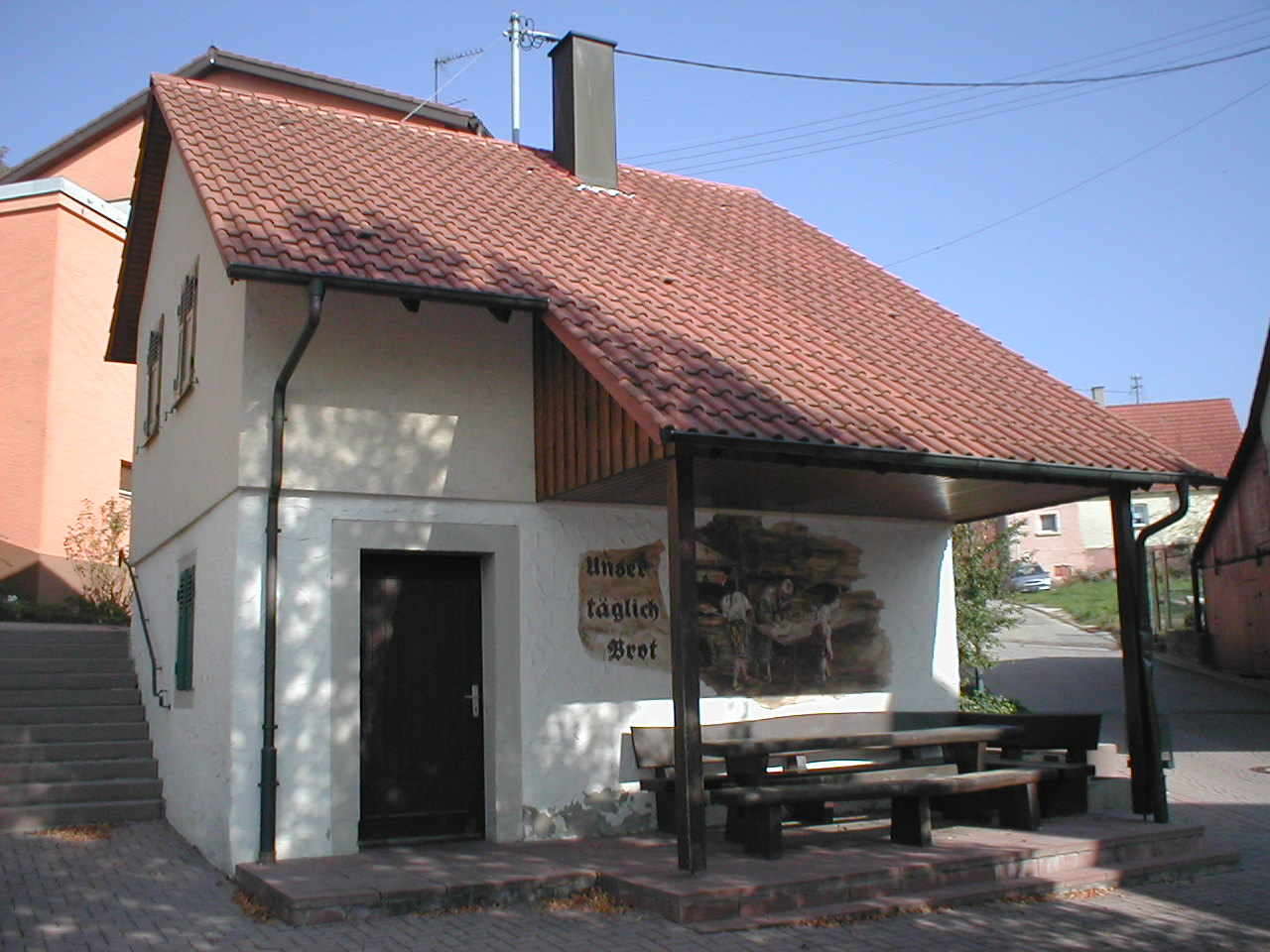
Backhaus

## Europäisches Zentrum für Raumfahrtantriebe
Nördlich von Lampoldshausen befindet sich im Harthäuser Wald seit 1960 ein großes Prüfstandsareal des DLR für statische Brenntests von Raketentriebwerken, insbesondere für die Ariane-Raketen. Außerdem befindet sich auf dem Gelände das Kompetenzzentrum für orbitale Raumfahrtantriebe der ArianeGroup, die an diesem Standort Antriebssysteme für Satelliten und Orbitalsysteme entwickelt, baut und testet.

## Persönlichkeiten
- Adolf Alter (* 5. Oktober 1876 in Lampoldshausen; † 6. Januar 1933 in Heilbronn), Schultheiß von Böckingen 1903–1933